# Primer ministro de Guinea Ecuatorial
El primer ministro de Guinea Ecuatorial es la persona que ostenta la jefatura del Gobierno de Guinea Ecuatorial.
El nombre del cargo se empezó a utilizar durante la época de la Guinea Española. Durante este periodo solo hubo una persona que ostentó el título (bajo el nombre de Presidente del Consejo de Gobierno Autónomo): fue Bonifacio Ondó Edu, miembro del Movimiento de Unión Nacional de Guinea Ecuatorial (MUNGE).
Tras la independencia, el título fue abolido hasta el año 1982, en que fue restaurado y recayó en Cristino Seriche Bioko (independiente). Actualmente el primer ministro es Manuel Osa Nsue Nsua (PDGE).

## Nombramiento
El nombramiento del primer ministro de Guinea Ecuatorial lo hace el presidente de la República de Guinea Ecuatorial, el dictador Teodoro Obiang. Desde que Teodoro Obiang llegó al poder, todos los primeros ministros que ha habido en Guinea Ecuatorial han estado adscritos a su partido, el Partido Democrático de Guinea Ecuatorial. El caso más sonoro es el de Cristino Seriche Bioko, el cual se presentó primero de manera independiente, pero tras el nombramiento de Teodoro Obiang como presidente de Guinea Ecuatorial se adscribió al PDGE.
Ante esta situación se ha hablado mucho de que el cargo de primer ministro es meramente administrativo, más que suponer un cargo político real (al igual que todos los demás cargos bajo la dictadura de Obiang).

## Lista de Primeros Ministros
| Periodo                                              | Gobernante y cargo                     | Partido político      | Notas                                                            |
| ---------------------------------------------------- | -------------------------------------- | --------------------- | ---------------------------------------------------------------- |
| Guinea Ecuatorial                                    | Estatuto de Autonomía                  | Estatuto de Autonomía | Estatuto de Autonomía                                            |
| 15 de diciembre de 1963-12 de octubre de 1968        | Bonifacio Ondó Edu (1922–1969)         | MUNGE                 | Presidente del Consejo de Gobierno Autónomo                      |
| Guinea Ecuatorial obtiene su independencia de España |                                        |                       |                                                                  |
| 12 de octubre de 1968 - 15 de agosto de 1982         | Cargo abolido                          |                       | Restablecido por la Ley Fundamental de Guinea Ecuatorial de 1982 |
| 15 de agosto de 1982-4 de marzo de 1992              | Cristino Seriche Bioko (1940-2024)     | Independiente         |                                                                  |
|                                                      | Cristino Seriche Bioko (1940-2024)     | PDGE                  |                                                                  |
| 4 de marzo de 1992-11 de abril de 1996               | Silvestre Siale Bileka (n. 1942)       |                       |                                                                  |
| 11 de abril de 1996 - 4 de marzo de 2001             | Ángel Serafín Seriche Dougan (n. 1946) |                       |                                                                  |
| 4 de marzo de 2001 - 14 de junio de 2004             | Cándido Muatetema Rivas (1960-2014)    |                       |                                                                  |
| 14 de junio de 2004 - 14 de agosto de 2006           | Miguel Abia Biteo Boricó (1961–2012)   |                       |                                                                  |
| 14 de agosto de 2006 - 8 de julio de 2008            | Ricardo Mangue Obama Nfubea (n. 1961)  |                       |                                                                  |
| 8 de julio de 2008 - 21 de mayo de 2012              | Ignacio Milam Tang (n. 1941)           |                       |                                                                  |
| 21 de mayo de 2012 - 22 de junio de 2016             | Vicente Ehate Tomi (n. 1968)           |                       |                                                                  |
| 22 de junio de 2016 - 1 de febrero de 2023           | Francisco Pascual Obama Asue (n. 1949) |                       |                                                                  |
| 1 de febrero de 2023 - 17 de agosto de 2024          | Manuela Roka Botey (n. 1973)           |                       |                                                                  |
| 17 de agosto de 2024 -                               | Manuel Osa Nsue Nsua (n. 1976)         |                       |                                                                  |